# Archivariaat
Een archivariaat is een samenwerkingsverband van meerdere archieven, waarbij elk archief zijn eigen archiefbewaarplaats aanhoudt. Gezamenlijk hebben zij één of meerdere archivarissen, die doorgaans op verschillende dagen van de week in de verschillende archiefbewaarplaatsen aanwezig zijn. Veelal worden archivariaten na verloop van tijd omgevormd tot archieven.

## Archivariaten
- Streekarchivariaat Peelland
- Streekarchivariaat De Liemers en Doesburg